# Ferdinand Albin Pax
Ferdinand Albin Pax (ur. 26 lipca 1858 w Königinhof (obecnie Dvůr Králové nad Labem, Czechy) - zm. 1 marca 1942 we Wrocławiu) – niemiecki botanik związany z Uniwersytetem Wrocławskim, od 1893 profesor tej uczelni, w roku 1913/1914 jej rektor, w latach 1893-1926 dyrektor wrocławskiego Ogrodu Botanicznego. Badacz flory Śląska i Karpat. Jego oficjalnym autorskim skrótem botanicznym jest "Pax". Był ojcem Ferdinanda Alberta Paxa (1885-1964), zoologa.
W 1879 zapisał się na Uniwersytet Wrocławski. Interesowała go przede wszystkim botanika i geologia, ale studiował też matematykę, chemię i geografię. W 1882 uzyskał stopień doktora filozofii, po czym wyjechał na praktykę nauczycielską do Kilonii. Habilitację uzyskał w 1886 i objął stanowisko kustosza Ogrodu Botanicznego w Berlinie. W wieku zaledwie 35 lat został mianowany profesorem zwyczajnym i dyrektorem Ogrodu Botanicznego Uniwersytetu Wrocławskiego. Miał tutaj spędzić niemal 50 lat. 